# Tribunal du travail (Belgique)
Pour les articles homonymes, voir Tribunal du travail.
Pour les autres articles nationaux ou selon les autres juridictions, voir Liste des juridictions du travail.
 (février 2021).
Si vous disposez d'ouvrages ou d'articles de référence ou si vous connaissez des sites web de qualité traitant du thème abordé ici, merci de compléter l'article en donnant les références utiles à sa vérifiabilité et en les liant à la section « Notes et références ».
Le tribunal du travail est, en Belgique, un tribunal civil du premier degré chargé de traiter les litiges de droit social.

## Historique
Les tribunaux du travail ont été mis en place à partir du 1er novembre 1970, à la suite de l'entrée en vigueur du Code judiciaire. Ils reprennent les compétences des conseils de prud'hommes supprimés à cette occasion.
Ils sont également compétents en matière de sécurité sociale et pour les régimes de sécurité d'existence, à la suite de la suppression progressive de juridictions administratives. Enfin, depuis 2007, ils traitent la matière du surendettement (règlement collectif de dettes).

## Compétences des tribunaux du travail
En Belgique, le tribunal du travail traite les demandes de justice  :
- qui découlent de contrats de louage de travail et de contrats d'apprentissage ;
- en matière de protection de la rémunération, d'égalité de traitement hommes-femmes, de discrimination, de harcèlement au travail ;
- qui découlent des dommages corporels subis par les travailleurs salariés du fait de l'exercice du travail  notamment concernant les accidents de travail et les maladies professionnelles ;
- relatives à la sécurité sociale des travailleurs salariés et des indépendants : chômage des salariés (ONEM), vacances annuelles des salariés, assurance maladie-invalidité (INAMI), retraite, allocations familiales (FAMIFED) ;
- relatives aux obligations des employeurs en matière de sécurité sociale (ONSS) et aux obligations des travailleurs indépendants (INASTI) ;
- relatives aux régimes de sécurité d'existence : allocations aux personnes handicapées, revenu d'intégration (CPAS), prestations familiales garanties, garantie de revenu aux personnes âgées ;
- relatives aux contestations relatives aux Comités pour la prévention et la protection au travail et aux conseils d'entreprises  et des élections à ces derniers dites élections sociales qui ont lieu tous les 4 ans ;
- en matière de règlement collectif de dettes.

Le tribunal du travail n'est pas compétent pour les demandes émises par des fonctionnaires statutaires, à l'exception de celles en matière de protection de la rémunération, de harcèlement et d'accidents de travail. Les litiges concernant le statut des fonctionnaires relèvent du Conseil d'État, tandis que ceux concernant leur sécurité sociale relèvent du tribunal de première instance. Par contre, le tribunal du travail est compétent pour les demandes émises par des fonctionnaires contractuels.
En cas d'urgence, le président du tribunal peut prendre une décision provisoire (selon la procédure du référé contradictoire ou sur requête unilatérale) dans les affaires traitées par son tribunal.
Les infractions sociales sont traitées par une chambre spécifique du tribunal correctionnel (c'est-à-dire du tribunal de première instance siégeant en matière pénale), qui peut être constituée de deux juges de ce tribunal et d'un juge du tribunal du travail (mais cela n'est plus obligatoire depuis une réforme de 2015-2016). Le tribunal du travail peut néanmoins être saisi d'une action en constatation de l'existence d'une infraction (article 138bis du Code judiciaire), d'un recours contre une amende administrative infligée à défaut de poursuites pénales, ou d'un recours contre une sanction administrative infligée par une institution de sécurité sociale.

## Organisation des tribunaux du travail
Depuis la réforme des arrondissements judiciaires belges en 2013-2014, il existe théoriquement un tribunal par cour du travail. Ces tribunaux sont donc organisés par ressorts judiciaires et non plus par arrondissements. Des exceptions existent cependant dans les ressorts de Bruxelles (composé de quatre tribunaux du travail) et de Liège (composé de deux tribunaux du travail). Par ailleurs, afin de maintenir les anciens lieux d'audiences des « divisions » ont été créées au sein de ces tribunaux.
Il existe donc neuf tribunaux du travail dans les ressorts suivants :
- ressort de Bruxelles : tribunaux de Bruxelles (un francophone et un néerlandophone), du Brabant flamand (à Louvain) et du Brabant wallon (divisions à Nivelles et Wavre) ;
- ressort de Mons : tribunal du Hainaut (divisions à Charleroi, Binche, La Louvière, Mons, Tournai et Mouscron) ;
- ressort de Liège : tribunaux de Liège (divisions à Liège, Verviers, Huy, Namur, Dinant, Neufchâteau, Marche-en-Famenne, Arlon) et d'Eupen ;
- ressort d'Anvers : tribunal d'Anvers (divisions à Anvers, Malines, Turnhout, Tongres et Hasselt) ;
- ressort de Gand : tribunal de Gand (divisions à Gand, Audenarde, Termonde, Alost, Saint-Nicolas, Bruges, Courtrai, Furnes, Roulers et Ypres).

Les tribunaux du travail sont caractérisés par l'échevinage. En effet, en toute matière, sauf en règlement collectif de dettes, le magistrat professionnel (juge) est assisté par deux assesseurs issus du monde du travail (appelés « juges sociaux »), respectivement employeur, travailleur salarié (ouvrier ou employé) ou travailleur indépendant. Les chambres du tribunal du travail sont constituées en fonction des matières traitées (exemple : un litige entre un employé et son employeur sera traité par une chambre présidée par un magistrat professionnel assisté d'un juge social employeur et d'un juge social employé).
Les tribunaux du travail disposent d'un ministère public spécifique, l'auditorat du travail. Les membres de ces auditorats (l'auditeur et ses substituts) donnent obligatoirement des avis dans les matières de sécurité sociale, de harcèlement et de discrimination. Dans les autres matières, ils donnent des avis lorsqu'ils le jugent convenable ou lorsque le tribunal le leur demande (article 764 du Code judiciaire). Enfin, ils sont amenés à poursuivre les infractions sociales devant les juridictions correctionnelles ordinaires, comme le fait le Procureur du Roi pour les infractions pénales « classiques ».

## Recours contre les décisions des tribunaux du travail
Les recours sont traités par les cours du travail.
Il existe cinq cours du travail (Bruxelles, Mons, Liège, Anvers et Gand), organisées dans les mêmes ressorts que les cours d'appel. Toutefois, les cours du travail sont organisées en « divisions » (une par province, à l'exception de la région bruxelloise et des provinces du Brabant flamand et du Brabant wallon) : elles siègent donc à Bruxelles, Mons, Namur, Liège, Neufchâteau, Hasselt, Gand et Bruges.
Les cours du travail sont également caractérisées par l'échevinage : le magistrat professionnel (conseiller) est assisté par deux assesseurs issus du monde du travail (appelés « conseillers sociaux »). Le règlement collectif de dettes n'est toutefois traité que par un seul magistrat professionnel.
Les cours du travail disposent d'un ministère public spécifique, l'auditorat général. Celui-ci n'est toutefois pas dirigé par un « auditeur général », mais par le procureur général près la cour d'appel. 